# Schéma du canal du Rhône au Rhin
Cette page est une annexe de l'article « Canal du Rhône au Rhin ».

## Profil
```
|+De Saint Symphorien sur le Doubs (Pk 000.310)   à    Kembs (Pk 232.575 - [047.060])
```

Le graphique qui aurait dû être présenté ici ne peut pas être affiché car il utilise l'ancienne extension Graph, désactivée pour des questions de sécurité. Des indications pour créer un nouveau graphique avec la nouvelle extension Chart sont disponibles ici.

(1) Nivellement général de la France et  site "navigation intérieure"

## Tracé
Le tracé est le suivant,, :

| leer | leer | leer | leer | leer |

| GRZq | uCONTgq | uFABZq+lr | uCONTfq | GRZq |

| leer | leer | uLock3 | LRP2 | leer |

| leer | leer | uLOCKSd | LRP2 | leer |

| leer | exWWSELrg | ueABZgr | LRP2 | leer |

| leer | WFALLf | uLOCKSd | LRP2 | leer |

| leer | WABZg+l | uLOCKSd | LRP2 | leer |

| leer | WASSER | uTUNNEL1 | LRP2 | leer |

| leer | WABZg+l | uLOCKSd | LRP2 | leer |

| leer | WASSER | uTUNNEL1 | LRP2 | leer |

| leer | WFALLf | uLOCKSd | LRP2 | leer |

| leer | WABZg+l | uLOCKSd | LRP2 | leer |

| leer | WABZg+l | uLOCKSd | LRP2 | leer |

| leer | WABZgl | uhKRZWae | RP2oW2 | WASSER+r |

| WCONTgq | WASSERr | uFABZgl+l | uLOCKSr | uCONTfq |

| leer | leer | uLOCKSd | LRP2 | leer |

| GRZq | GRZq | uSTR | GRZq | GRZq |

| leer | leer | uLOCKSd | LRP2 | leer |

| STRq | STRq | umKRZu | tKRZ | STRq |

| leer | WWSELrg | uSTAIRd | LRP2 | leer |

| leer | WASSER | uLOCKSd | LRP2 | leer |

| leer | WASSERl | uhKRZWae | RP2oW2 | WASSER+r |

| WCONTgq | WASSER+r | uLOCKSd | LRP2 | WASSER |

| leer | WASSERl | uLOCKSd | RP2oW2 | WABZg+r |

| leer | leer | uddSTRr | LRP2 | WASSER |

| leer | leer | uLock3 | LRP2 | WASSERl |

| STRq | STRq | umKRZu | tKRZ | STRq |

| leer | leer | uFABZgl+l | gLockr | gCONTfq |

| GRZq | GRZq | uSTR | LRP2 | GRZq |

| leer | uSTR+l | uABZlr | uSTR+r | LRP2 |

| leer | uLock3 | leer | uLock3 | LRP2 |

| uCONTgq | uFABZqlr | uSTRq | uFABZqlr | uCONTfq |

Légende du Schéma
| Légende                        | PK     | Désignation                        | Désignation                                                    |     |
| ------------------------------ | ------ | ---------------------------------- | -------------------------------------------------------------- | --- |
|                                |        |                                    |                                                                |     |
| RAq · REq · uLock3 · REq · RAq | 00.000 | Écluse n° XX de .....Versant ..... | Écluse avec pont sur tête amont ou aval - Type et nom de route |     |
| RAq                            | REq    | uLock3                             | REq                                                            | RAq |